# Tredje slaget vid Ölands norra udde
Slaget vid Ölands norra udde var ett sjöslag den 26 juli 1566 mellan Sverige å ena sidan och Danmark jämte Lübeck å den andra. Slaget slutade oavgjort, men en efterföljande storm innebar katastrof för den dansk-lübska flottan.
Den 25 juli upptäckte Horn den förenade dansk-lübska flottan vid Ölands norra udde, på kurs mot Gotland. Horn, som hade motvind, beslöt sig för att undvika strid, men sedan vinden vänt började han striden på morgonen den 26 juli. Några större förluster hann inte drabba någondera flottan, då en plötslig vindkantring gjorde det omöjligt för svenska flottan att fortsätta sitt förföljande av den danska flottan, som ankrade vid Gotlands kust för att i vigd jord begrava den danske viceamiralen Christopher Morgisen vilken hade fått huvudet avskjutet av en kanonkula. I samma stund bröt en storm ut, som varade i tre dagar. Den svenska flottan, som befann sig till sjöss, klarade sig utan större förluster, annat än att skeppet Hectors stormast måste kapas, och kunde 6 augusti löpa in vid Älvsnabben. Den dansk-lübska flottan däremot kastades mot den Gotländska kusten, och tolv danska och tre lübska fartyg slogs sönder, och större delen av skeppens besättningar om 5 000 man drunknade. Cirka 1 400 man tog sig iland.